# The Sky Pilot's Intemperance
Pour plus de détails, voir Fiche technique et Distribution.
The Sky Pilot's Intemperance est un film muet américain réalisé par Allan Dwan et sorti en 1911.

## Synopsis
Le révérend Fitzgerald Doolittle et sa femme sont mutés à Lone Gulch. À leur arrivée, les cowboys leur réservent un accueil des plus cordiaux. Mais bien vite, l'alcool coulant à flots, ils se retrouvent en état d'ébriété avancé. Aussitôt, le pasteur se met en devoir de prononcer un sermon contre l'intempérance…

## Fiche technique
- Titre original : The Sky Pilot's Intemperance
- Réalisation : Allan Dwan
- Société de production : American Film Manufacturing Company
- Société de distribution : Motion Picture Distributors and Sales Company
- Pays de production :  États-Unis
- Langue originale : anglais
- Format : Noir et blanc — 35 mm — 1,37:1 — Film muet
- Date de sortie : États-Unis : 26 juin 1911
- Licence : Domaine public

## Distribution
- J. Warren Kerrigan : Révérend Fitzgerald Doolittle
- Pauline Bush : Mrs Doolittle
- Jack Richardson

## Autour du film
- Ce film était présenté en même temps que The Actress and the Cowboys (1911) du même réalisateur.